# Achille Bron
Pour les articles homonymes, voir Bron (homonymie).
Achille Amédée Marie Conrad Bron, né à Crazannes le 7 décembre 1867 et mort à Taillebourg le 25 mars 1949, est un peintre français.

## Biographie
Élève de Paul Madeline, il expose au Salon des indépendants de 1927 la toile Le marais poitevin puis, en 1928, Les rochers rouges et l'année suivante, L'automne sur la rivière.